# Teoria budżetu
Teoria budżetu to dyscyplina naukowa zajmująca się politycznymi i społecznymi motywami, którymi kierują się twórcy budżetów państwowych i prywatnych. Klasycznymi teoretykami budżetu byli Henry Adams, William F. Willoughby, V. O. Key Jr. oraz Aaron Wildavsky. Współczesnymi uznanymi teoretykami są natomiast Frank R. Baumgartner, Bryan D. Jones, Richard Fenno, Allen Schick, Dennis Ippolito, Naomi Caiden, Irene Rubin, James D. Savage oraz Gary Wamsley. 
Teoria budżetu była głównym tematem dyskusji w trakcie trwania w Stanach Zjednoczonych epoki zwanej erą postępową, zwłaszcza w środowiskach akademickich i quasi-akademickich, jak np. Brookings Institution. Głównym jej efektem było zdefiniowanie pojęcia budżet wykonawczego. Był on innowacją z zakresu finansów, której zadaniem było wzmocnienie pozycji prezydentów i zarządców miast, w celu zwiększenia możliwości wprowadzania reform politycznych w czasie ery postępowej. Od tego czasu budżet wykonawczy stał się narzędziem istotnym, zwłaszcza w ręku prezydenta USA.
Z racji tego, iż współcześnie nastąpiło upolitycznienie procesu opracowywania budżetu, jego uchwalanie umożliwia politykom w wielu krajach prowadzenie licznych rozgrywek politycznych, w celu osiągnięcia zakładanych celów. Stanowi to swoisty współczesny wkład do teorii budżetu.